# Erebia bejarensis
Erebia bejarensis är en fjärilsart som beskrevs av Chapman 1903. Erebia bejarensis ingår i släktet Erebia och familjen praktfjärilar. Inga underarter finns listade i Catalogue of Life.